# Stein Reinertsen

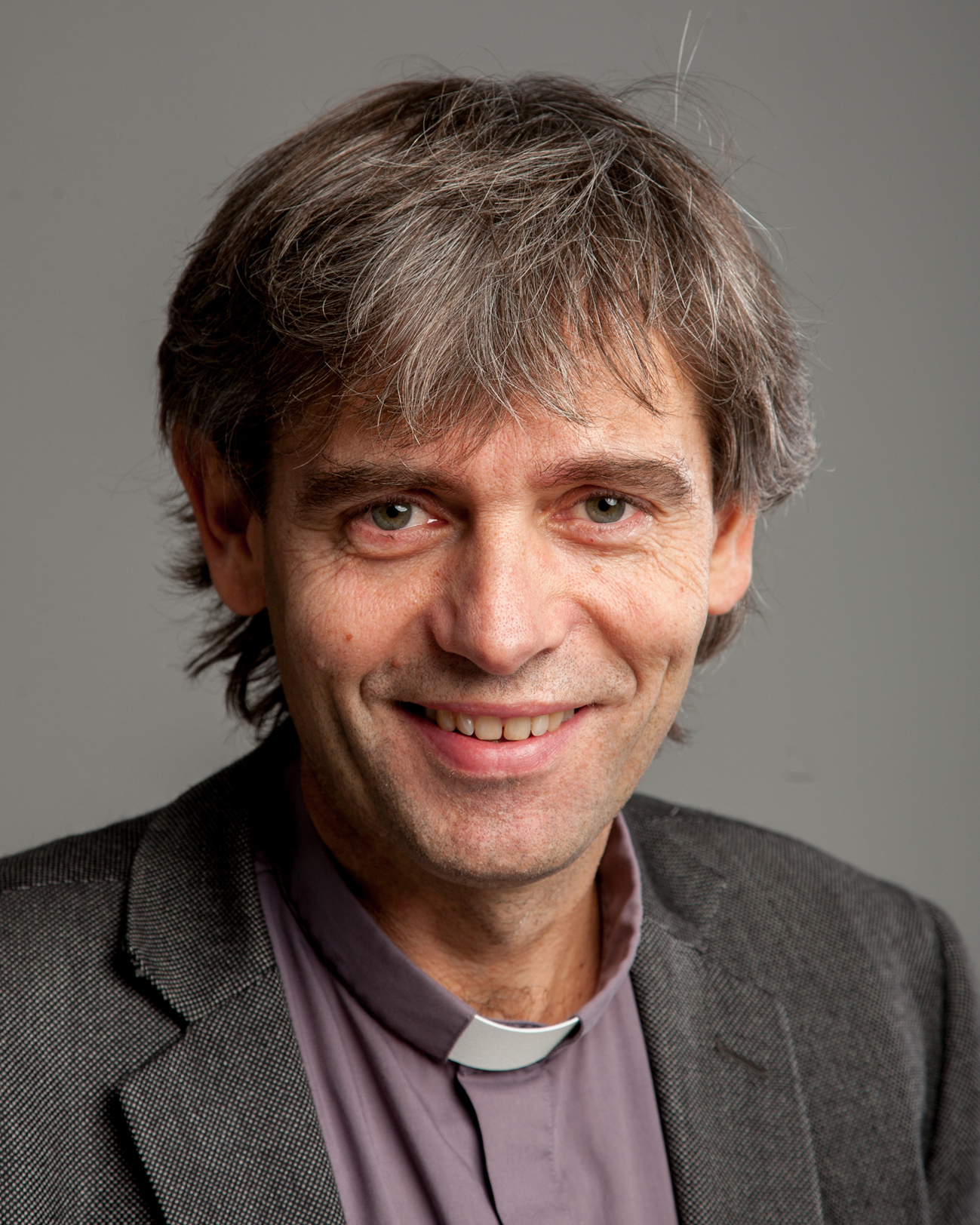
Stein Reinertsen (2012)

Stein Reinertsen (* 21. Januar 1960 in Oslo) ist ein norwegischer lutherischer Geistlicher und Theologe. Seit 2013 ist er Bischof im Bistum Agder und Telemark der Norwegischen Kirche.
Reinertsen studierte Evangelische Theologie an der Menighetsfakultet (Gemeindefakultät) in Oslo und legte 1986 das theologische Kandidatenexamen ab. Nach seiner Ordination 1987 arbeitete er von 1989 bis 1992 als Landessekretär der christlichen Schüler- und Studentenvereinigung Norges Kristelige Student og Skoleungdomslag, anschließend bis 1995 als Studentenpfarrer an der Universität für Umwelt- und Biowissenschaften in Ås, Akershus. Nach kurzer Tätigkeit als Leiter des Credo Forlag wurde er 1996 Gemeindepfarrer in Farsund, Vest-Agder. Von 2009 bis 2011 war er Mitglied im Bistumsrat des Bistums Agder und Telemark, 2010 wurde er in den Kirkerådet, das Leitungsgremium der Norwegischen Kirche, gewählt. Im März 2012 übernahm er das Amt des Propstes in Mandal, wurde aber noch im Dezember desselben Jahres zum Bischof des Bistums Agder und Telemark gewählt und am 27. Januar 2013 im Dom zu Kristiansand in sein Amt eingeführt. Er war der erste Bischof der Norwegischen Kirche, der ohne Mitwirkung der staatlichen Behörden eingesetzt wurde.
Reinertsen vertritt theologisch konservative Positionen. In früheren Jahren hatte er Vorbehalte gegen die Ordination von Frauen, erklärte aber nach seiner Nominierung zum Bischof, dass er seine Meinung geändert habe. Nach seiner Wahl machte die Zeitung Aftenposten bekannt, dass Reinertsen bislang die Trauung Geschiedener verweigert hatte. Reinertsen bestätigte dies, erklärte aber, dass er Pfarrern seines Bistums volle Freiheit lasse, dies für sich anders zu entscheiden. 2013 gehörte er zu der Minderheit, die in der Bischofskonferenz gegen eine Einführung der Trauung gleichgeschlechtlicher Ehen stimmten.